# Stanisław Jastrzębski

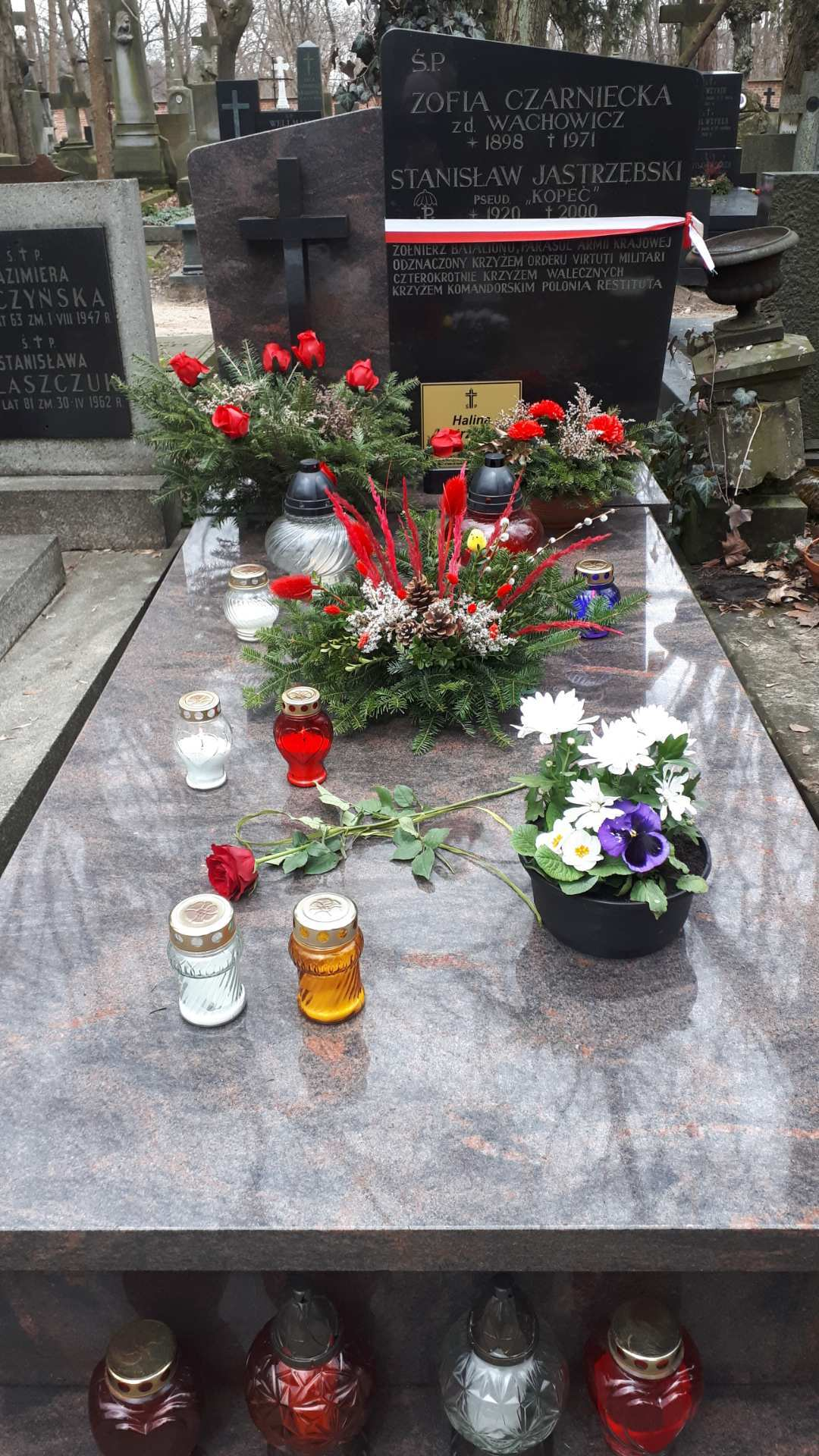
Grób Stanisława Jastrzębskiego na cmentarzu Powązkowskim w Warszawie

Stanisław Jastrzębski, ps. Kopeć (ur. 10 listopada 1920 w Warszawie, zm. 13 kwietnia 2000 tamże) – żołnierz Szarych Szeregów i Armii Krajowej, przewodniczący Środowiska batalionu „Parasol”, podpułkownik Wojska Polskiego, inżynier.

## Życiorys
Urodził się 10 listopada 1920 w Warszawie, w rodzinie Teofila i Apolonii Jastrzębskich. W 1934 wstąpił do harcerstwa, do 41. Warszawskiej Drużyny Harcerskiej.
W konspiracji działał od listopada 1939, początkowo w batalionie „Bazylika”, a w lipcu 1942 wstąpił do Szarych Szeregów do hufca Powiśle. W tym czasie uczestniczył w akcjach małego sabotażu. W listopadzie 1942 po reorganizacji Szarych Szeregów znalazł się w Grupach Szturmowych dowodzonych przez Tadeusza Zawadzkiego „Zośkę”.
W 1940 ukończył Liceum Stowarzyszenia Dyrektorów Państwowych Szkół Średnich, a w czasie okupacji w 1942 Technikum Chemiczne, jak również wiele kursów wojskowych, m.in. Szkołę Podchorążych (grudzień 1942), kurs Wielkiej Dywersji (grudzień 1943), kurs Dowódców Kompanii (lipiec 1944). Od lutego do czerwca 1943 jako podchorąży był instruktorem w Szkole Podoficerskiej, szkoląc na podoficerów klasę członków Bojowych Szkół.
W sierpniu 1943 przeszedł wraz z całą drużyną SAD 100 do oddziału „Agat” (Oddział Do Zadań Specjalnych Kedywu KG AK), który na przełomie czerwca i lipca 1944 przekształcił się w batalion „Parasol”. W stopniu plutonowego podchorążego objął dowództwo I plutonu 2. kompanii, przyjmując pseudonim „Kopeć”. Brał intensywny udział w działalności konspiracyjnej całego oddziału i w wielu akcjach zbrojnych, m.in. w akcji pod Arsenałem, w likwidacji Augusta Kretschmanna – zastępcy komendanta Gęsiówki, akcji na Gressera - szefa żandarmerii, czy odbicia rannych z akcji na SS Franza Kutscherę.
W czasie powstania warszawskiego walczył na Woli w ramach Zgrupowania „Radosław”, jako dowódca jednego z trzech odcinków przydzielonych „Parasolowi” do działań powstańczych. Od 3 sierpnia 1944, po zranieniu dowódcy „Mirskiego” Jerzego Zapadko objął dowództwo 2 kompanii. 6 sierpnia 1944 został ciężko ranny podczas obrony cmentarza kalwińskiego. Pod koniec sierpnia 1944 powrócił do oddziału jako zastępca „Mirskiego”. Jego pierwszą funkcją od chwili zranienia było objęcie dowództwa nad 150 rannymi, którzy ewakuowali się kanałami ze Starego Miasta do Śródmieścia. Tam organizował dla nich opiekę lekarską i kwatery.
4 września 1944 wziął ślub z Haliną Zofią z Czarnieckich (1922–2020). Po wojnie urodziło im się dwoje dzieci: syn Paweł i córka Danuta.
Na dzień przed kapitulacją został ponownie ranny, a następnie wywieziony do obozu-szpitala jeńców wojennych w Zeithein pod Dreznem. Po wyleczeniu przewieziono go do oflagu II D Gross Born, gdzie został oswobodzony przez 14 pp 3 Dywizji LWP. Do Warszawy powrócił w lutym 1945.

### Okres powojenny
W kwietniu 1950 otrzymał dyplom ukończenia SGGW na Wydziale Technologii Drewna, uzyskując tytuł magistra inżyniera. Od kwietnia 1950 był zatrudniony w Instytucie Techniki Budowlanej.
23 października 1950 wyrokiem Rejonowego Sądu Wojskowego aresztowany za „usiłowanie obalenia ustroju Rzeczypospolitej Polskiej” i skazany na karę 10 lat więzienia, zmniejszoną w drugiej instancji do 7 lat z zastosowaniem amnestii o połowę.
Po wyjściu z więzienia w październiku 1953, pozostawał początkowo bez pracy, później został zatrudniony jako robotnik budowlany. Następnie w Wytwórni Mebli Artystycznych w Henrykowie pełnił obowiązki kierownika zakładu. Z funkcji tej został zwolniony na skutek represji politycznych. Od roku 1955 aż do emerytury pracował w Biurze Projektów Przemysłu Drzewnego w Warszawie. Uczestniczył w projektowaniu zakładów przemysłowych w Polsce i za granicą (w Chinach, Jugosławii, Pakistanie i we Włoszech). W 1971 ukończył studium podyplomowe dla generalnych projektantów na Wydziale Inżynierii Lądowej Politechniki Warszawskiej.
W 1980 napisał książkę wspomnieniową pt. Zaczęło się pod Arsenałem. Po wojnie cały czas pracował społecznie w środowisku kombatanckim. Przez 12 lat (3 kadencje) był przewodniczącym Środowiska Batalionu „Parasol”, potem przez szereg lat – przewodniczącym Komisji Awansowo–Odznaczeniowej w Zarządzie Głównym Światowego Związku Żołnierzy Armii Krajowej.
10 listopada 1993 otrzymał awans na podpułkownika.
Zmarł na serce 13 kwietnia 2000 w Warszawie, pochowany na cmentarzu Powązkowskim (kwatera 184-2-19).

## Udział w akcjach bojowych
- 26 marca 1943 w akcji pod Arsenałem w grupie „Ubezpieczenie – Stare Miasto”, podczas której odbito Jana Bytnara „Rudego” oraz 20 innych więźniów, przewożonych z siedziby Gestapo przy alei Jana Chrystiana Szucha 25 na Pawiak.
- 30 czerwca 1943[2] – w akcji wysadzenia pociągu z żołnierzami niemieckimi pod Śródborowem – podłożenie materiału wybuchowego pod tory kolejowe i ostrzelanie pociągu.
- 24 września 1943 w akcji „Kretschmann” jako dowódca i 1. wykonawca. Akcja udana, zakończona zastrzeleniem na rogu ulic Rozbrat i Dmochowskiego Augusta Kretschmanna – zastępcy komendanta obozu koncentracyjnego Gęsiówka[3].
- 26 września 1943 w akcji „Wilanów” – na posterunek żandarmerii wraz z żołnierzami batalionu „Zośka” jako zastępca dowódcy grupy Andrzeja Romockiego „Morro” w grupie uderzającej. Akcja udana.
- Październik 1943 w akcji likwidacji konfidentów Ireny Lisowej i Alfreda Milke. Niestety ze względu na niesprzyjające warunki w zatłoczonym miejscu, żołnierze przerwali akcję zanim padły pierwsze strzały[4].
- 1 lutego 1944 w zakończonej sukcesem akcji odbicia rannych z akcji na generała SS Franza Kutscherę – ze szpitala Przemienienia Pańskiego na Pradze jako dowódca grupy odbijającej.
- 26 kwietnia 1944 w akcji „Rodewald-Gresser” jako zastępca dowódcy i 1. wykonawca. Akcja udana, zlikwidowany został ppłk Erwin Gresser, dowódca 17 pułku żandarmerii[5].
- Czerwiec 1944 w akcji „Hahn” jako zastępca dowódcy i 1. wykonawca. Akcja się nie odbyła, ponieważ szef Gestapo – Hahn nie przejeżdżał tego dnia. Uczestnicy trwali na swoich stanowiskach 2,5 godz. w oczekiwaniu na akcję.

## Ordery i odznaczenia
- Krzyż Srebrny Orderu Wojennego Virtuti Militari
- Krzyż Komandorski Orderu Odrodzenia Polski (22 listopada 1999)[6]
- Krzyż Oficerski Orderu Odrodzenia Polski (25 lipca 1994)[7]
- Krzyż Kawalerski Orderu Odrodzenia Polski
- Krzyż Walecznych (czterokrotnie)
- Krzyż Partyzancki
- Srebrny Krzyż Zasługi z Mieczami
- Warszawski Krzyż Powstańczy[8]
- Krzyż Armii Krajowej
- Srebrny Medal „Za zasługi dla obronności kraju”
- Srebrny Krzyż „Za Zasługi dla ZHP”
- Odznaka Honorowa Za Zasługi dla Światowego Związku Żołnierzy AK
- Złota Odznaka honorowa „Za Zasługi dla Warszawy”